# Mundzuk
Mundzuk, auch Mundzuc(us) (so Jordanes) oder Mundiuc(us) (so Cassiodor), war ein Stammesführer der Hunnen im frühen 5. Jahrhundert. Er war der Vater Bledas und Attilas. Seine Regierungszeit wird auf 415/420 geschätzt.
Im Gegensatz zu seinen Brüdern Rua und Oktar ist es im Fall Mundzuks unsicher, welche Position er unter den Hunnen einnahm, wenngleich er möglicherweise wie seine Brüder eine Teilherrschaft ausübte. Mundzuk wird in den Quellen nur selten erwähnt, so dass auch sein Todesjahr unklar ist, das aber wohl im ersten Viertel des 5. Jahrhunderts anzusetzen ist. Nach seinem Tod kümmerte sich Rua um Mundzuks Söhne, die dann 434/35 Ruas Nachfolge antraten.
Unter dem Namen Bendegúz erscheint er in der ungarischen Nationalhymne als Stammvater der Ungarn, da er auf dem Gebiet des heutigen Ungarn geboren sein und geherrscht haben soll.

## Etymologie
Otto Mänchen-Helfen, Gyula Németh und Omeljan Pritsak erkennen in dem Namen das alttürkische Wort munčuq, mončuq, munʒuq oder bonʒuq („Perle“, „Juwel“, „Fahne“). Bontschuk ist heute ein türkisch-bulgarischer Name.